# Benedikt Schultheiß
Benedict Schultheiss (auch: Schultheis oder Schultheiß; Vorname auch Benedikt; * (getauft) am 20. September 1653; † 1. März 1693 in Nürnberg) war ein deutscher Organist, Cembalist und Komponist.

## Leben und Werk
Er verbrachte offenbar sein ganzes Leben in seinem Heimatort Nürnberg. Sein Vater Hieronymus Schultheiß war Diakon und später Schaffer an St. Sebald, mütterlicherseits stammte er aus einer nach Nürnberg eingewanderten Familie wohlhabender französischer Hugenotten namens Jaquet. 1688 heiratete Benedict Schultheiss Ursula Apollonia Brauch, mit der er vier Kinder hatte.
Seine musikalische Ausbildung erhielt er durch Heinrich Schwemmer und Georg Caspar Wecker, genau wie seine gleichaltrigen Kollegen Johann Pachelbel und Johann Krieger. Schultheiss wirkte als Organist an verschiedenen Nürnberger Kirchen, insbesondere ab 1687 an der Egidienkirche. Er gab die zwei-bändige Sammlung Muth- und Geist-ermuntrender Clavier-Lust Erster Theil... (Nürnberg 1679) und ... Anderer Theil (Nürnberg 1680) heraus. Dabei handelt es sich um die ersten jemals im Druck veröffentlichten Cembalo-Suiten eines deutschen Komponisten. Sie waren ziemlich erfolgreich und wurden nach seinem relativ frühen Tod in Frankfurt wieder herausgegeben; dabei wurde Schultheiß als „weylandt berühmter musico“ bezeichnet. Er komponierte außerdem mehr als 40 religiöse Lieder, die er in verschiedenen Sammlungen veröffentlichte, unter anderem in den Werken Heiliger Sonntags-Handel und Kirchwandel … durch Sigmund von Birken (Nürnberg 1681, 1712), Der Geistlichen Erquickstunden … poetischer Andacht-Klang (Nürnberg 1691, herausgegeben von Heinrich Müller) und Gott-geheiligter Christen nutzlich-ergetzende Seelen-Lust. Unter den Blumen Göttliches Worts. Oder Andächtige Betrachtungen und Gedancken über unterschiedliche erläuterte Schrifft-Sprüche … vorgestellt von W.C. D[essler] (Nürnberg 1692) enthalten.

## Noten
- Benedict Schultheiss: Muth- und Geist-Ermuntrender Clavier-Lust 1679-1680 (Gesamtausgabe), Corpus of Early Keyboard Music 21, hrsg. v. Richard Hudson, American Institute of Musicology / Hänssler Verlag, Neuhausen-Stuttgart, 1993